# História de Portugal de Damião Peres

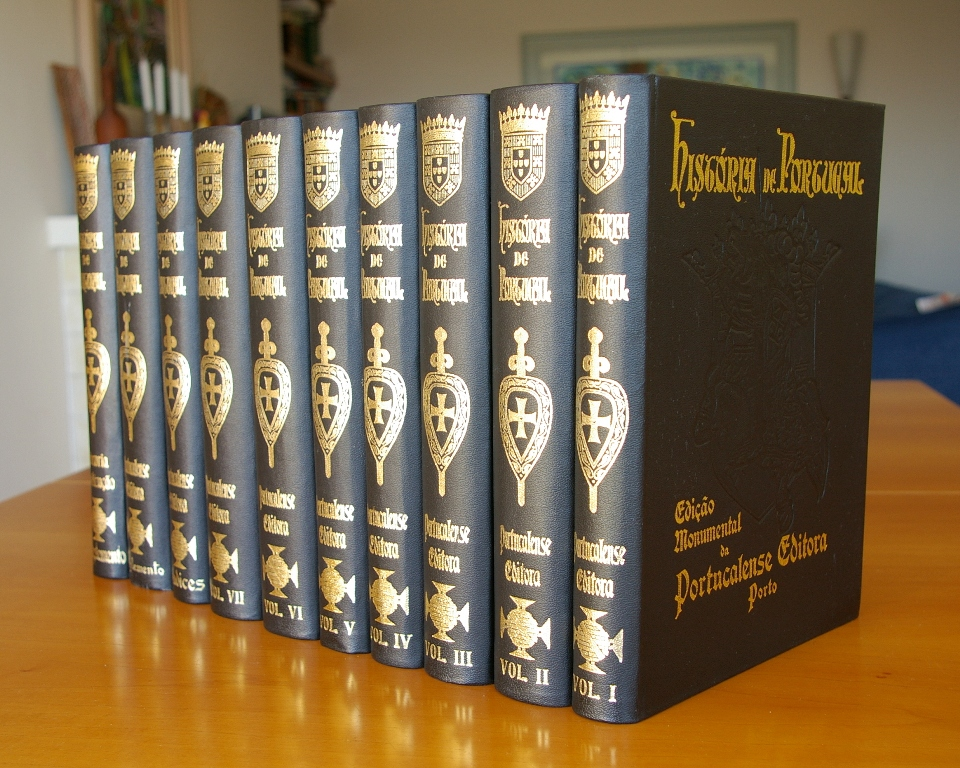
História de Portugal - edição monumental da Portucalense Editora, Porto (1928-1981)

A História de Portugal, dirigida por Damião Peres, é a mais extensa história de Portugal jamais publicada, totalizando as 7229 páginas.
Com o subtítulo Edição monumental comemorativa do 8.º centenário da fundação da nacionalidade, profusamente ilustrada e colaborada pelos mais eminentes historiadores e artistas portugueses, a História de Portugal, foi a primeira grande obra em termos modernos e é constituída por um total de 10 volumes publicados entre 1928 e 1981. Os primeiros 9 volumes foram publicados entre 1928 e 1954, sob a direcção literária de Damião Peres e artística de Eleutério Cerdeira e editados pela Portucalense Editora, de Barcelos. Daí a obra ser muitas vezes conhecida como História de Portugal "de Barcelos". Em 1981 foi publicado um décimo volume, II suplemento, da autoria de Franco Nogueira dedicada ao período entre 1933 e 1973. Este último volume foi publicado pela Livraria Civilização do Porto que, entretanto, adquirira os direitos da obra.
Apesar de acusar o passar dos anos, continua a ser de consulta obrigatória para os historiadores e ainda hoje é comercializada, muito pela qualidade das colaborações com que contou. Para além do próprio Damião Peres, na redacção da História de Portugal participaram muitos dos melhores historiadores do tempo, nomeadamente Aarão de Lacerda, Ângelo Ribeiro, António Baião, David Lopes, Hernâni Cidade, Jaime Cortesão, José Joaquim Nunes, Lúcio de Azevedo, Newton de Macedo e Paulo Merêa.
Obra do regime implantado em Portugal a 28 de Maio de 1926, a História de Portugal foi propositadamente lançada a 24 de Junho de 1928, exactamente 800 anos após a Batalha de São Mamede, que marcou a independência de facto de Portugal. A obra foi louvada pelo Ministério da Instrução Pública e premiada com diplomas de honra na Grande Exposição do Norte de Portugal de 1933 e na Exposição Colonial Portuguesa de 1934.

## Descrição da obra

### Volume 1: Introdução
Publicado em 1928, 519 páginas
- "Condições geográficas" por Mário de Vasconcelos e Sá
- "A Lusitânia pré-romana" por A. A. Mendes Correia
- "O domínio romano" por Virgílio Correia
- "O domínio germânico" por F. Newton de Macedo
- "Arte visigótica" por Virgílio Correia
- "O domínio árabe" por David Lopes
- "A reconquista cristã" por Damião Peres
- "O condado portucalense" por Manuel Ramos

### Volume 2: Primeira Época (1128-1411)
Publicado em 1929, 720 páginas
- "História política" por Manuel Ramos, Ângelo Ribeiro e Damião Peres
- "Organização económica" por João Lúcio de Azevedo
- "Organização social e administração pública" por Manuel Paulo Merêa
- "Organização militar" por Vitoriano José César
- "Cultura" por José Joaquim Nunes

### Volume 3: Segunda Época (1411-1557)
Publicado em 1931, 672 páginas
- "História política" por Damião Peres, Ângelo Ribeiro, F. Newton de Macedo e António Baião
- "Descobrimentos e conquistas" por Jaime Cortesão
- "Organização económica" por J. Lúcio de Azevedo

### Volume 4: Segunda Época (1411-1557)
Publicado em 1932, 576 páginas
- "Domínio ultramarino" por Jaime Cortesão e David Lopes
- "Cultura" por Jaime Cortesão, Joaquim de Carvalho, Eleutério Cerdeira, Francisco Teófilo de Oliveira Júnior e Virgílio Correia
- "Assistência" por Ângelo Ribeiro

### Volume 5: Terceira Época (1557-1640)
Publicado em 1933, 576 páginas
- "História política" por J. M. de Queirós Veloso
- "Organização económica" por J. Lúcio de Azevedo
- "Domínio Ultramar" por Jaime Cortesão
- "Assistência e cultura" por Ângelo Ribeiro, Virgílio Correia, José Teixeira Rego, Hernâni Cidade, Joaquim de Carvalho e Jaime Cortesão

### Volume 6: Quarta Época (1640-1815)
Publicado em 1934, 768 páginas
- "História política" por Damião Peres, Ângelo Ribeiro
- "Organização económica" por Damião Peres
- "Cultura e assistência" por F. Newton de Macedo, Hernâni Cidade, Luís de Pina, Aarão de Lacerda e Ângelo Ribeiro
- "Domínio ultramarino" por Jaime Cortesão

### Volume 7: Quinta Época (1816-1918)
Publicado em 1935, 799 páginas
- "História política" por Damião Peres, Joaquim de Carvalho, Carlos Passos, Marques Guedes e Ângelo Ribeiro
- "Domínio ultramarino" por M. de Vasconcelos e Sá, J. G. Santa Rita, Manuel Lopes de Almeida
- "Organização económica" por Damião Peres
- "Cultura e assistência" por F. Newton de Macedo, João de Barros, Luís de Pina, Aarão de Lacerda, Ângelo Ribeiro e Damião Peres

### Índices
Publicado em 1937, 1430 páginas
- Índice geral das gravuras
- Índice geral das estampas
- Índice remissivo: onomástico, toponímico e de assuntos
- Índice geral

### Suplemento (1918-1933)
Publicado em 1954, 610 páginas. Integralmente da autoria de Damião Peres.
- "História política"
- "História económica"
- "Vida cultural"
- "Ultramar português"

### II Suplemento (1933-1974)
Publicado em 1981, 559 páginas. Integralmente da autoria de Franco Nogueira
- "A Segunda República"
- "A Oposição"
- "A política externa"
- "O Ultramar"
- "Renovação e desenvolvimento"
- "Vida cultural"
- "Fim da Segunda República"